# PH (complexidade)
Na teoria da complexidade computacional, a classe de complexidade de PH é a união de todas as classes de complexidade na hierarquia polinomial:
{\displaystyle }
O PH foi primeiramente definido por Larry Stockmeyer. é um caso especial de hierarquia de limitado alternando máquina de Turing. Ele está contido em P#P = PPP (por Toda teorema; a classe de problemas que são decidível por um tempo polinomial máquina de Turing com acesso a um #P ou equivalentemente PP oracle), e também em PSPACE.
O PH tem uma simples lógica de caracterização: é o conjunto de idiomas que podem ser expressadas através de segunda ordem lógica.
PH contém quase todas as classes conhecidas de complexidade dentro de PSPACE; em particular, contém P, NPe co-NP. Ele ainda contém classes probabilística  como BPP e RP. No entanto, há algumas evidências de que BQP, a classe de problemas resolvidos em tempo polinomial por um computador quântico, não está contido no PH.
P = NP se e somente se P = PH. Isso pode simplificar a um potencial de prova de P ≠ NP, pois só é necessário separar a P a partir do mais geral da classe de PH.